# Coppa della Divisione 2019-2020
La Coppa della Divisione 2019-2020 è stata la 3ª edizione del torneo. La competizione si sarebbe dovuta giocare dal 14 settembre 2019 al 26 aprile 2020, ma è stata interrotta dalla pandemia di COVID-19 del 2020, annullando così l'assegnazione del titolo. 

## Regolamento
Le modalità di svolgimento della Coppa della Divisione sono rimaste le stesse dell'edizione precedente, ulteriori modifiche saranno specificate nel regolamento della manifestazione che sarà reso noto con comunicato ufficiale di successiva pubblicazione. Essendo l'intera competizione articolata in gare uniche a eliminazione diretta, la Divisione ha stilato preventivamente una graduatoria delle teste di serie: la società che risulterà avere il peggior posizionamento disputerà la gara in casa.

## Turno preliminare
La Divisione tra le società neopromosse, le società ripescate al campionato di Serie B 2019-2020 e altre 9 società scelte tra le ultime classificate della graduatoria generale di Serie B ha definito prioritariamente, secondo il criterio della vicinorietà, i 21 accoppiamenti per il turno preliminare. Gli incontri si sono disputati il 14 settembre 2019, con le eccezioni di Atletico Nervesa-Arzignano Team e Bovalino-Polisportiva Futura, giocate rispettivamente il 10 e il 15 settembre.
| Squadra 1           | Risultato       | Squadra 2           |
| ------------------- | --------------- | ------------------- |
| Asti Orange         | 3 - 8 (dts)     | Domus Bresso        |
| Bergamo             | 2 - 6           | Cornedo             |
| Cavezzo             | 5 - 3 (dts)     | Aposa               |
| Lastrigiana         | 4 - 0           | Athletic Chiavari   |
| Atesina             | 2 - 3 (dts)     | Olympia Rovereto    |
| Atletico Nervesa    | 9 - 9 (3-4 dtr) | Arzignano Team      |
| Palmanova           | 4 - 7           | Udine City          |
| Grottaccia          | 2 - 1           | Cagli               |
| Free Time L'Aquila  | 7 - 5           | Real Dem            |
| Torremaggiore       | 1 - 3           | Sporting Venafro    |
| Diaz Bisceglie      | 3 - 2           | Canosa              |
| Olympique Ostuni    | 3 - 3 (3-1 dtr) | Capurso             |
| Carbognano          | 3 - 1           | CTS Grafica         |
| Real Terracina      | 15 - 12 (dts)   | Velletri            |
| Jasnagora           | 0 - 3           | Monastir            |
| Leoni Acerra        | 3 - 6           | Limatola            |
| San Gerardo Potenza | 7 - 2           | Real Team Matera    |
| Città di Cosenza    | 5 - 3           | Lamezia             |
| Bovalino            | 7 - 3           | Polisportiva Futura |
| Pro Nissa           | 8 - 3           | GEAR Sport          |
| Mascalucia Futsal   | 9 - 7 (dts)     | SIAC Messina        |

## Primo turno
Il primo turno prevede otto abbinamenti per ogni girone da disputarsi in gara unica. Per ogni girone si qualificano al turno successivo le otto squadre vincenti gli abbinamenti per complessive 64 squadre. Gli incontri si sono disputati tra il 14 e il 24 settembre 2019.

### Girone A
| Squadra 1      | Risultato       | Squadra 2      |
| -------------- | --------------- | -------------- |
| Cornedo        | 3 - 10          | Mantova        |
| Cavezzo        | 6 - 0           | Videoton Crema |
| Lecco          | 1 - 0           | Real Cornaredo |
| Saints Pagnano | 4 - 2           | Milano         |
| Domus Bresso   | 2 - 2 (1-3 dtr) | Città di Asti  |
| Carmagnola     | 2 - 5           | L84            |
| Fossano        | 0 - 3           | Aosta          |
| Lastrigiana    | 4 - 5           | CDM Genova     |

### Girone B
| Squadra 1        | Risultato | Squadra 2        |
| ---------------- | --------- | ---------------- |
| Arzignano Team   | 2 - 3     | Arzignano        |
| Olympia Rovereto | 2 - 5     | Bubi Merano      |
| Altamarca        | 7 - 4     | Villorba         |
| Belluno          | 4 - 6     | Carrè Chiuppano  |
| Sedico           | 4 - 5     | OR Reggio Emilia |
| Pordenone        | 3 - 1     | Fenice           |
| Udine City       | 4 - 0     | Maccan Prata     |
| Vicinalis        | 3 - 5     | CAME Dosson      |

### Girone C
| Squadra 1             | Risultato | Squadra 2         |
| --------------------- | --------- | ----------------- |
| Città di Mestre       | 1 - 8     | Petrarca          |
| Sant'Agata            | 1 - 8     | Imolese           |
| Pro Patria San Felice | 2 - 6     | Città di Massa    |
| Bagnolo               | 5 - 7     | Pistoia           |
| Faventia              | 1 - 0     | Buldog Lucrezia   |
| Corinaldo             | 2 - 4     | Porto San Giorgio |
| Grottaccia            | 0 - 8     | Cobà              |
| Cesena                | 1 - 16    | Italservice       |

### Girone D
| Squadra 1          | Risultato   | Squadra 2        |
| ------------------ | ----------- | ---------------- |
| Sporting Venafro   | 0 - 7       | Acqua e Sapone   |
| Eta Beta           | 5 - 3 (dts) | Tombesi          |
| Giovinazzo         | 2 - 4       | Manfredonia      |
| Askl               | 0 - 4       | CUS Ancona       |
| Diaz Bisceglie     | 0 - 3       | Atletico Cassano |
| Olympique Ostuni   | 11 - 1      | Sammichele       |
| Aquile Molfetta    | 6 - 1       | Barletta         |
| Free Time L'Aquila | 3 - 6       | Pescara          |

### Girone E
| Squadra 1        | Risultato | Squadra 2      |
| ---------------- | --------- | -------------- |
| Carbognano       | 1 - 7     | Real Rieti     |
| Vis Gubbio       | 2 - 8     | Italpol Roma   |
| Atlante Grosseto | 2 - 3     | Lazio          |
| Prato            | 2 - 4     | Roma           |
| Poggibonsese     | 4 - 7     | Active Network |
| Mattagnanese     | 3 - 2     | Sangiovannese  |
| Sporting Juvenia | 4 - 5     | Olimpus Roma   |
| Real Terracina   | 2 - 8     | Aniene         |

### Girone F
| Squadra 1         | Risultato   | Squadra 2           |
| ----------------- | ----------- | ------------------- |
| Fortitudo Pomezia | 3 - 4       | Lido di Ostia       |
| Aprilia           | 5 - 6       | Mirafin             |
| 360GG Cagliari    | 7 - 1       | Ossi                |
| Club San Paolo    | 2 - 5       | Leonardo            |
| Monastir          | 1 - 2       | Sestu               |
| Roma 3Z           | 4 - 2 (dts) | Cioli AV            |
| Forte Colleferro  | 1 - 5       | Ciampino Anni Nuovi |
| Limatola          | 1 - 4       | Latina              |

### Girone G
| Squadra 1           | Risultato | Squadra 2         |
| ------------------- | --------- | ----------------- |
| Parete              | 0 - 5     | Sandro Abate      |
| Junior Domitia      | 1 - 8     | Napoli            |
| New Taranto         | 6 - 0     | Bisceglie         |
| Or.Sa. Viggiano     | 4 - 6     | Virtus Rutigliano |
| Futura Matera       | 3 - 6     | Bernalda          |
| Chaminade           | 3 - 1     | CUS Molise        |
| San Gerardo Potenza | 0 - 9     | Real San Giuseppe |
| Alma Salerno        | 0 - 7     | Feldi Eboli       |

### Girone H
| Squadra 1         | Risultato | Squadra 2         |
| ----------------- | --------- | ----------------- |
| Città di Cosenza  | 1 - 9     | C.M.B.            |
| Reggio Calabria   | 3 - 2     | Magic Crati       |
| Bovalino          | 7 - 12    | Real Rogit        |
| Mascalucia Futsal | 5 - 3     | Cataforio         |
| Regalbuto         | 3 - 2     | Real Cefalù       |
| Pro Nissa         | 7 - 3     | Akragas           |
| Arcobaleno Ispica | 3 - 4     | Assoporto Melilli |
| Mascalucia        | 0 - 12    | Meta Catania      |

## Secondo turno
Il secondo turno prevede quattro abbinamenti per ogni girone da disputarsi in gara unica. Per ogni girone si qualificano al turno successivo le quattro squadre vincenti gli abbinamenti per complessive 32 squadre. Gli incontri si sono disputati tra il 15 e il 16 ottobre 2019.

### Girone A
| Squadra 1 | Risultato       | Squadra 2      |
| --------- | --------------- | -------------- |
| Cavezzo   | 3 - 22          | Mantova        |
| Lecco     | 1 - 5           | Saints Pagnano |
| L84       | 4 - 3           | Città di Asti  |
| Aosta     | 7 - 7 (2-3 dtr) | CDM Genova     |

### Girone B
| Squadra 1   | Risultato | Squadra 2        |
| ----------- | --------- | ---------------- |
| Bubi Merano | 1 - 2     | Arzignano        |
| Altamarca   | 4 - 2     | Carrè Chiuppano  |
| Pordenone   | 2 - 3     | OR Reggio Emilia |
| Udine City  | 1 - 7     | CAME Dosson      |

### Girone C
| Squadra 1      | Risultato       | Squadra 2         |
| -------------- | --------------- | ----------------- |
| Imolese        | 2 - 2 (3-1 dtr) | Petrarca          |
| Città di Massa | 5 - 4 (dts)     | Pistoia           |
| Faventia       | 0 - 2           | Porto San Giorgio |
| Cobà           | 1 - 12          | Italservice       |

### Girone D
| Squadra 1        | Risultato       | Squadra 2        |
| ---------------- | --------------- | ---------------- |
| Eta Beta         | 1 - 5           | Acqua e Sapone   |
| CUS Ancona       | 7 - 7 (3-2 dtr) | Manfredonia      |
| Olympique Ostuni | 3 - 4           | Atletico Cassano |
| Aquile Molfetta  | 2 - 5           | Pescara          |

### Girone E
| Squadra 1    | Risultato       | Squadra 2      |
| ------------ | --------------- | -------------- |
| Italpol Roma | 2 - 5           | Real Rieti     |
| Roma         | 3 - 5           | Lazio          |
| Mattagnanese | 0 - 3           | Active Network |
| Olimpus Roma | 3 - 3 (2-3 dtr) | Aniene         |

### Girone F
| Squadra 1           | Risultato       | Squadra 2     |
| ------------------- | --------------- | ------------- |
| Mirafin             | 5 - 1           | Lido di Ostia |
| 360GG Cagliari      | 6 - 5           | Leonardo      |
| Roma 3Z             | 2 - 6           | Sestu         |
| Ciampino Anni Nuovi | 5 - 5 (3-1 dtr) | Latina        |

### Girone G
| Squadra 1         | Risultato       | Squadra 2         |
| ----------------- | --------------- | ----------------- |
| Napoli            | 4 - 1           | Sandro Abate      |
| New Taranto       | 8 - 5           | Virtus Rutigliano |
| Chaminade         | 0 - 6           | Bernalda          |
| Real San Giuseppe | 2 - 2 (2-3 dtr) | Feldi Eboli       |

### Girone H
| Squadra 1         | Risultato | Squadra 2    |
| ----------------- | --------- | ------------ |
| Reggio Calabria   | 3 - 9     | C.M.B.       |
| Mascalucia Futsal | 2 - 16    | Real Rogit   |
| Pro Nissa         | 7 - 4     | Regalbuto    |
| Assoporto Melilli | 4 - 1     | Meta Catania |

## Terzo turno
Il terzo turno prevede due abbinamenti per ogni girone da disputarsi in gara unica. Per ogni girone si qualificano al turno successivo le due squadre vincenti gli abbinamenti per complessive 16 squadre. Gli incontri si sono disputati il 5 e il 6 novembre 2019.

### Girone A
| Squadra 1      | Risultato   | Squadra 2  |
| -------------- | ----------- | ---------- |
| Saints Pagnano | 4 - 7 (dts) | Mantova    |
| L84            | 7 - 2       | CDM Genova |

### Girone B
| Squadra 1        | Risultato | Squadra 2   |
| ---------------- | --------- | ----------- |
| Altamarca        | 5 - 4     | Arzignano   |
| OR Reggio Emilia | 1 - 4     | CAME Dosson |

### Girone C
| Squadra 1         | Risultato | Squadra 2   |
| ----------------- | --------- | ----------- |
| Città di Massa    | 3 - 2     | Imolese     |
| Porto San Giorgio | 1 - 8     | Italservice |

### Girone D
| Squadra 1        | Risultato   | Squadra 2      |
| ---------------- | ----------- | -------------- |
| CUS Ancona       | 1 - 4       | Acqua e Sapone |
| Atletico Cassano | 5 - 4 (dts) | Pescara        |

### Girone E
| Squadra 1      | Risultato   | Squadra 2  |
| -------------- | ----------- | ---------- |
| Lazio          | 3 - 6       | Real Rieti |
| Active Network | 6 - 9 (dts) | Aniene     |

### Girone F
| Squadra 1           | Risultato       | Squadra 2 |
| ------------------- | --------------- | --------- |
| 360GG Cagliari      | 3 - 3 (1-3 dtr) | Mirafin   |
| Ciampino Anni Nuovi | 5 - 2           | Sestu     |

### Girone G
| Squadra 1   | Risultato | Squadra 2   |
| ----------- | --------- | ----------- |
| New Taranto | 6 - 2     | Napoli      |
| Bernalda    | 5 - 6     | Feldi Eboli |

### Girone H
| Squadra 1  | Risultato       | Squadra 2         |
| ---------- | --------------- | ----------------- |
| Real Rogit | 2 - 5           | C.M.B.            |
| Pro Nissa  | 4 - 4 (3-2 dtr) | Assoporto Melilli |

## Ottavi di finale
Gli incontri prevedono un abbinamento per ogni girone da disputarsi in gara unica tra il 10 dicembre 2019 e il 28 gennaio 2020. Si qualificano al turno successivo le vincenti degli abbinamenti per complessive 8 squadre.
| Squadra 1        | Risultato | Squadra 2           |
| ---------------- | --------- | ------------------- |
| L84              | 4 - 3     | Mantova             |
| Altamarca        | 2 - 4     | CAME Dosson         |
| Città di Massa   | 3 - 13    | Italservice         |
| Atletico Cassano | 1 - 3     | Acqua e Sapone      |
| Real Rieti       | 8 - 5     | Aniene              |
| Mirafin          | 7 - 4     | Ciampino Anni Nuovi |
| New Taranto      | 2 - 7     | Feldi Eboli         |
| Pro Nissa        | 2 - 5     | C.M.B.              |

## Quarti di finale
Gli incontri si sono disputati in gara unica tra il 28 febbraio e il 1º marzo 2020. La composizione degli accoppiamenti è stata definita tramite sorteggio effettuato il 19 dicembre 2019, le quattro squadre vincenti accedono alla fase finale. Solo la metà degli incontri sono stati disputati prima dell'interruzione.
| Squadra 1   | Risultato | Squadra 2      |
| ----------- | --------- | -------------- |
| Feldi Eboli | -         | CAME Dosson    |
| L84         | -         | Italservice    |
| Mirafin     | 0 - 6     | Acqua e Sapone |
| Real Rieti  | 8 - 6     | C.M.B.         |

## Fase finale
La final four si sarebbe dovuta svolgere il 25 e il 26 aprile 2020 in sede unica.

### Tabellone
|  | Semifinali | Semifinali | Semifinali |  |  | Finale | Finale | Finale |  |
|  |            |            |            |  |  |        |        |        |  |
|  |            |            |            |  |  |        |        |        |  |
|  |            |            |            |  |  |        |        |        |  |
|  |            |            |            |  |  |        |        |        |  |
|  |            |            |            |  |  |        |        |        |  |
|  |            |            |            |  |  |        |        |        |  |
|  |            |            |            |  |  |        |        |        |  |
|  |            |            |            |  |  |        |        |        |  |
|  |            |            |            |  |  |        |        |        |  |
|  |            |            |            |  |  |        |        |        |  |

### Semifinali
| 25 aprile 2020, ore CEST |  | – |  |  |

| 25 aprile 2020, ore CEST |  | – |  |  |

### Finale
| 26 aprile 2020, ore CEST |  | – |  |  |